# Телищево (станция)
Телищево — железнодорожная станция Костромского направления Северной железной дороги, расположенная вблизи двух одноимённых населённых пунктов: деревни Телищево и станции Телищево Ярославской области.
На станции имеются 2 платформы — боковая и островная.
На станции останавливаются все пригородные поезда. Не останавливаются электропоезда-экспрессы сообщением Ярославль — Кострома.